# Шустовецька сільська рада
Шустове́цька сільська́ ра́да — адміністративно-територіальна одиниця та орган місцевого самоврядування в Кам'янець-Подільському районі Хмельницької області. Адміністративний центр — село Шустівці.

## Загальні відомості
Шустовецька сільська рада утворена в 1923 році.
- Територія ради: 39,33 км²
- Населення ради станом на 2001 рік: 1 283 особи (чоловіків — 572, жінок — 711)
- Територією ради протікає річка Збруч

## Населені пункти
Сільській раді підпорядковані населені пункти:
- с. Шустівці
- с. Ніверка
- с. Нововолодимирівка
- с. Чорнокозинці

1993 року всім чотирьом селам надано статус четвертої зони посиленого радіоекологічного контролю.

## Історія
Шустовецька сільська рада від 7 березня 1923 року до 22 вересня 1959 року входила до складу Орининського району. Після його ліквідації увійшла до складу Кам'янець-Подільського району.

## Склад ради
Рада складається з 16 депутатів та голови.
- Голова ради: Гасюк Михайло Володимирович
- Секретар ради: Слободян Оксана Борисівна

### Керівний склад попередніх скликань
| Прізвище, ім'я, по батькові | Основні відомості                                                 | Дата обрання | Дата звільнення |
| --------------------------- | ----------------------------------------------------------------- | ------------ | --------------- |
| Гасюк Михайло Володимирович | Сільський голова, 1964 року народження, освіта вища, безпартійний | 26.03.2006   | 31.10.2010      |
| Гасюк Михайло Володимирович | Сільський голова, 1964 року народження, освіта вища, безпартійний | 31.10.2010   |                 |

Примітка: таблиця складена за даними сайту Верховної Ради України

### Депутати
За результатами місцевих виборів 2010 року депутатами ради стали:

#### За суб'єктами висування
| Суб'єкт висування | Кількість обраних депутатів | %   |
| ----------------- | --------------------------- | --- |
| Самовисування     | 16                          | 100 |

#### За округами
| № округу | Прізвище, ім'я, по батькові     | Дата визнання обраним | Освіта             | Партійна приналежність                        | Відомості про обраного депутата                                                   |
| -------- | ------------------------------- | --------------------- | ------------------ | --------------------------------------------- | --------------------------------------------------------------------------------- |
| 1        | Єрменчук Олексій Вікторович     | 01.11.2010            | середня            | позапартійний                                 | Шустовецький сільський будинок культури, директор                                 |
| 2        | Панчук Галина Йосипівна         | 01.11.2010            | вища               | позапартійна                                  | Шустівська сільська рада, головний бухгалтер                                      |
| 3        | Слободян Оксана Борисівна       | 01.11.2010            | вища               | позапартійна                                  | Шустовецька сільська рада, секретар                                               |
| 4        | Савіцька Оксана Петрівна        | 01.11.2010            | вища               | позапартійна                                  | Шустовецький фельдшерсько-акушерський пункт, завідувачка                          |
| 5        | Юрчук Ірина Тарасівна           | 01.11.2010            | вища               | позапартійна                                  | Територіальний центр, соціальний працівник                                        |
| 6        | Монастирський Олег Миколайович  | 01.11.2010            | вища               | позапартійний                                 | м. Кам'янець-Подільський, слідчий лінійної міліції                                |
| 7        | Гасюк Ірина Миколаївна          | 01.11.2010            | вища               | позапартійна                                  | Шустівецька загальноосвітня школа І-ІІ ст., директор школи                        |
| 8        | Бойко Юрій Миколайович          | 01.11.2010            | середня            | позапартійний                                 | пенсіонер                                                                         |
| 9        | Федькова Наталія Миколаївна     | 01.11.2010            | середня            | позапартійна                                  | тимчасово не працює                                                               |
| 10       | Луцик Лілія Миколаївна          | 01.11.2010            | середня спеціальна | позапартійна                                  | тимчасово не працює                                                               |
| 11       | Турун Наталія Вікторівна        | 01.11.2010            | вища               | позапартійна                                  | тимчасово не працює                                                               |
| 12       | Дроздовський Петро Віталійович  | 01.11.2010            | середня            | позапартійний                                 | Чорнокозинецька загальноосвітня школа І-ІІІ ст., опалювач                         |
| 13       | Мельник Наталія Василівна       | 01.11.2010            | вища               | позапартійна                                  | приватний підприємець                                                             |
| 14       | Валяровський Михайло Вікторович | 01.11.2010            | вища               | член Всеукраїнського об'єднання «Батьківщина» | Кам'янець-Подільська районна рада, начальник відділу організаційного забезпечення |
| 15       | Мартинюк Андрій Анатолійович    | 01.11.2010            | вища               | позапартійний                                 | Чорнокозинецька загальноосвітня школа І-ІІІ ст., вчитель                          |
| 16       | Мартинюк Надія Францівна        | 01.11.2010            | вища               | позапартійна                                  | Чорнокозинецька загальноосвітня школа І-ІІІ ст., директор                         |